# Красный лев (Люксембург)
Красный лев (люкс. Letzeburger Ro'de Lé'w) — организация, принимавшая участие в Движении Сопротивления в Люксембурге в период нахождения на территории государства частей вермахта в годы Второй мировой войны.

## История
Образован в октябре 1941 года в городе Отшараж.
Принимала участие в подрывной деятельности против нацистов в течение всего периода оккупации Люксембурга, в основном в южной, западной и центральной его частях. «Красный лев» занимался сокрытием лиц различного рода от полиции и направлением их во Францию для того, чтобы обеспечить им дальнейшую безопасность. Также он принимал участие в пропагандистской работе среди населения с целью оказания более мощного сопротивления местным оккупационным властям. В бункере Хондсбеш, в районе города Нидеркорн, скрывались 122 парня-люксембуржца, не пожелавших нести службу в вермахте, а также ряд лиц, объявленных нацистами политическими преступниками.
В марте 1944 года «Красный лев» вошёл в состав «Союза организаций Движения Сопротивления».